# 比雷 (阿列日省)
比雷（法語：Burret，法語發音：[byʁɛ]）是法国阿列日省的一个市镇，属于富瓦区。

## 地理
比雷（42°57'14"N, 1°28'47"E）面积4.96 平方千米，位于法国奧克西塔尼大區阿列日省，该省份为法国西南部内陆省份，西部和北部与上加龙省接壤，东临奥德省，东南至东比利牛斯省接壤，南与安道尔和西班牙接壤。
与比雷接壤的市镇（或旧市镇、城区）包括：阿尔藏、勒博斯克、布拉萨克、阿尔热河畔塞尔。

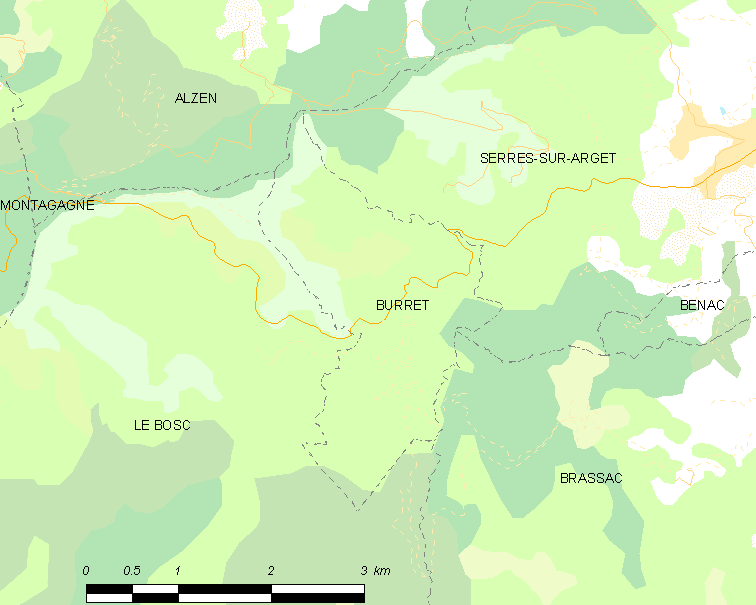
的OSM定位图

比雷的时区为UTC+01:00、UTC+02:00（夏令时）。

## 行政
比雷的邮政编码为09000，INSEE市镇编码为09068。

## 政治
比雷所属的省级选区为阿列日河谷县。

## 人口

1962-2008年间人口变化图示

比雷于2022年1月1日时的人口数量为44人。